# Marcel Robert
Pour les articles homonymes, voir Marcel Robert et Robert.
Marcel Robert (né le 17 septembre 1929 à Trois-Rivières au Canada - mort le 25 janvier 2005 à Québec au Canada) est un dirigeant canadien de hockey sur glace.

## Biographie
Marcel Robert est le fils de Donat Robert et de Marie-Olivine Huot. Comptable agréé de formation et diplômé de l'Université Laval, il commence à s'impliquer dans le monde du hockey amateur québécois en 1954 en occupant successivement les postes de gérant, trésorier, vice-président et président du club de hockey les Marquis de Jonquière de la Ligue junior A du Saguenay-Lac-St-Jean.
Il est également président de la Ligue junior A du Saguenay-Lac-St-Jean de 1960 à 1964.
De 1969 à 1971, il est président de l'association du hockey amateur du Québec.
Il est un membre fondateur de la Fédération québécoise de hockey sur glace.
De 1977 à 1981, il est président de la Ligue de hockey junior majeur du Québec (LHJMQ).
Après avoir été président du comité d'appel de la LHJMQ entre 1985 et 1989, il est le seul gouverneur de la franchise des Harfangs de Beauport entre 1989 et 1997. Il contribue grandement au retour du hockey junior dans la ville de Québec avec l'arrivée des Harfangs de Beauport qui deviennent en 1997 les Remparts de Québec.
Il est président du Bureau des gouverneurs de la LHJMQ entre janvier 1990 et juin 1997.

## Honneurs
Marcel Robert est intronisé au temple de la renommée de la LHJMQ le 17 mars 1998 au titre de bâtisseur.
En 2000, il est aussi intronisé au Temple de la renommée du hockey québécois.
Depuis la saison 1980-1981, le trophée Marcel-Robert est remis annuellement au joueur de la Ligue de hockey junior majeur du Québec (LHJMQ) qui combine les meilleurs résultats sportifs et scolaires.